# Amora FC (női csapat)
Az Amora Futebol Clube egy portugál női labdarúgóklub, amely a portugál élvonalban szerepel. A klub székhelye Amorában található.

## Játékoskeret
2023. január 24-től
| #  |     | Poszt | Név              |
| -- | --- | ----- | ---------------- |
| 22 | POR | K     | Margarida Costa  |
| 73 | POR | K     | Irís Silva       |
|    | POR | K     | Andrea Neves     |
| 3  | POR | V     | Susana Silva     |
| 5  | POR | V     | Filipa Dias      |
| 10 | POR | V     | Carolina Ribeiro |
| 13 | POR | V     | Bia Pereira      |
| 17 | POR | V     | Maria Dias       |
| 19 | POR | V     | Leonor Oliveira  |
| 20 | POR | V     | Iris Ferreira    |
| 23 | POR | V     | Sara Martins     |
| 34 | POR | V     | Beatriz Pereira  |
|    | POR | V     | Raquel Messias   |
|    | POR | V     | Catarina Santos  |
|    | BRA | V     | Debora Maciel    |

| #  |     | Poszt | Név                |
| -- | --- | ----- | ------------------ |
| 6  | POR | KP    | Sara Granja        |
| 8  | POR | KP    | Carolina Ferreira  |
| 12 | POR | KP    | Beatriz Montenegro |
| 21 | POR | KP    | Inês Moreira       |
| 24 | POR | KP    | Ana Viegas         |
| 28 | POR | KP    | Beatriz Martins    |
| 31 | POR | KP    | Beatriz Marques    |
| 68 | POR | KP    | Bárbara Lopes      |
| 77 | POR | KP    | Mafalda Barbóz     |
| 7  | POR | CS    | Carolina Duque     |
| 9  | CPV | CS    | Natasha Wahnon     |
| 18 | POR | CS    | Joana Silva        |
| 29 | POR | CS    | Andreia Cordeiro   |
|    | POR | CS    | Carlota Cristo     |

## Korábbi híres játékosok
| - Sara Brasil - Carla Cardoso - Catarina Carlos - Lícia Cruz - Ana Dias - Márcia Duarte - Mafalda Marujo - Joana Prazeres - Ana Rocha - Carla Silva - Tamari Tatuasvili - Liliana Venegas |